# Dialeto mineiro

Mapa linguístico do estado de Minas Gerais com os três dialetos segundo o trabalho Esboço de um Atlas Linguístico de Minas Gerais (EALMG), UFJF, 1977. No norte, o falar geraizeiro. No centro e leste, o falar mineiro. No sul e oeste, o falar caipira.

O mineiro ou montanhês é o dialeto do português brasileiro falado nas regiões central, leste e sudeste do estado de Minas Gerais.

## Estudo linguístico
O primeiro estudo linguístico voltado especificamente para o estado de Minas Gerais foi o Esboço de um Atlas Linguístico de Minas Gerais (EALMG), realizado pela UFJF em 1977.

## Demografia
O dialeto mineiro ocupa as regiões central, leste e sudeste do estado de Minas Gerais. Notavelmente inclui a fala da capital, Belo Horizonte, do Vale do Aço e das cidades históricas: Ouro Preto (capital de 1720 a 1897), Mariana (primeiro povoado significativo), Santa Bárbara, Sabará, Diamantina, Tiradentes, São João del-Rei, Caeté, Congonhas, Serro. É o dialeto com mais falantes no estado.

### Distribuição geográfica
Segundo a classificação geográfica mais moderna do IBGE (em que há uma hierarquia de regiões intermediárias, regiões imediatas e municípios), adotada em 2017 e que substituiu a classificação adotada em 1989 (hierarquia de mesorregiões, microrregiões e municípios), e conforme o EALMG, as regiões que falam o dialeto mineiro correspondem aproximadamente às quatro seguintes regiões geográficas intermediárias do estado mineiro.
- Região geográfica intermediária de Belo Horizonte
- Região geográfica intermediária de Barbacena
- Região geográfica intermediária de Ipatinga
- Região geográfica intermediária de Juiz de Fora

#### Região geográfica intermediária de Belo Horizonte (centro de MG)
Composta pelas regiões geográficas imediatas de Belo Horizonte, Sete Lagoas, Santa Bárbara-Ouro Preto, Curvelo e Itabira.
Os municípios mais populosos desta região geográfica intermediária são: Belo Horizonte, Contagem, Betim, Ribeirão das Neves, Sete Lagoas, Santa Luzia, Ibirité, Sabará, Vespasiano, Itabira, Nova Lima, Curvelo, Ouro Preto, Esmeraldas, Lagoa Santa, Pedro Leopoldo, Mariana e Itabirito.
Ver também: Lista de municípios de Minas Gerais por população

#### Região geográfica intermediária de Barbacena (centro-sul de MG)
Composta pelas regiões geográficas imediatas de Barbacena, Conselheiro Lafaiete e São João del-Rei.
Algumas exceções são mencionadas pelo EALMG: na região imediata de São João del-Rei, na adjacência da região geográfica intermediária de Varginha, os municípios de Nazareno, São Tiago, São Vicente de Minas e Madre de Deus de Minas falam o dialeto caipira.[carece de fontes?]
Os municípios mais populosos desta região geográfica intermediária são: Barbacena, Conselheiro Lafaiete, São João del-Rei e Congonhas.

#### Região geográfica intermediária de Juiz de Fora (sudeste de MG)
Composta pelas regiões geográficas imediatas de Juiz de Fora, Manhuaçu, Ubá, Muriaé, Cataguases, Ponte Nova, Viçosa, Carangola, São João Nepomuceno-Bicas e Além Paraíba.
Algumas exceções são mencionadas pelo EALMG: na região imediata de Juiz de Fora, na adjacência da região geográfica intermediária de Pouso Alegre, os municípios de Passa Vinte, Liberdade, Arantina, Andrelândia, Santa Bárbara do Monte Verde, Bocaina de Minas e Santa Rita de Jacutinga falam o dialeto caipira.[carece de fontes?]
Os municípios mais populosos desta região geográfica intermediária são: Juiz de Fora, Ubá, Muriaé, Manhuaçu, Viçosa, Cataguases, Ponte Nova e Leopoldina.

#### Região geográfica intermediária de Ipatinga (leste de MG)
Composta pelas regiões geográficas imediatas de Ipatinga, Caratinga e João Monlevade.
Os municípios mais populosos desta região geográfica intermediária são: Ipatinga, Coronel Fabriciano, Caratinga, Timóteo e João Monlevade.

#### Municípios em outras regiões geográficas intermediárias
Além das regiões acima, o EALMG aponta municípios falantes do dialeto mineiro em outras regiões geográficas intermediárias do estado:
- Itaguara e Itatiaiuçu, na região geográfica imediata de Oliveira, na região geográfica intermediária de Divinópolis (dominada pelo dialeto caipira);
- a região geográfica imediata de Diamantina, na região geográfica intermediária de Teófilo Otoni (dominada pelo dialeto baiano);
- Conselheiro Pena e municípios a leste, na região geográfica imediata de Governador Valadares e de Aimorés-Resplendor; e a região geográfica imediata de Guanhães, todos na região geográfica intermediária de Governador Valadares (dominada pelo dialeto baiano).[carece de fontes?]

### Total de falantes
A população total das quatro regiões geográficas intermediárias onde o dialeto mineiro é predominante é de 10,5 milhões de habitantes, o equivalente a ~50% (1/2) da população mineira (21 milhões de habitantes). Outros ~33% (1/3) da população mineira falam o dialeto caipira e os ~17% (1/6) restantes, o dialeto baiano.[carece de fontes?]

## História

### Mineiro
No século XVIII, a região central de Minas Gerais foi afluenciada por lusitanos vindos do Minho e desenvolveu um falar exclusivo do estado. O dialeto mineiro apareceu no século XIX, após a decadência da mineração de ouro, que era transportado por um conjunto de estradas chamado Estrada Real.
É um dos dialetos mais facilmente distinguíveis do português brasileiro. 
Também é chamado de montanhês.

### Caipira
O sul mineiro e a região do Triângulo Mineiro parecem falar uma mescla entre o dialeto paulista/caipira (com o "R" retroflexo) e o dialeto mineiro. 
Esse falar parece estar em retração em zonas de contato com o falar mineiro.
Também é chamado de paulista, apesar de não ser idêntico ao falar do interior do estado de São Paulo.

### Geraizeiro
O norte do estado recebeu imigrantes vindos da Bahia, chamados de retirantes, e desenvolveu o dialeto geraizeiro, nome também dado ao povo local, geraizeiro. É uma área extensa e pouco povoada.
Também é chamado de baiano, apesar de não ser idêntico ao falar do interior do estado da Bahia.

## Traços fonéticos

Localização do estado de Minas Gerais no Brasil.

O dialeto mineiro deve ser diferenciado de outros dois dialetos falados no estado mas surgidos em outras unidades da federação: o dialeto caipira, que cobre áreas do interior de São Paulo, interior do Paraná, sul, sudoeste e Triângulo de Minas Gerais, sul de Goiás, e leste de Mato Grosso do Sul; e o dialeto baiano, que cobre o norte de Minas Gerais e a maior parte do estado da Bahia.

### Fonologia
Apresenta as seguintes particularidades fonéticas:
- Ritmo fortemente acentual (as sílabas tônicas são mais longas que as átonas)[11]
- Apócope das vogais curtas: parte é pronunciado partch ['pahtʃ] (com o "T" levemente sibilado).
- Assimilação de vogais consecutivas: o urubu passa a ser u'rubu [u ɾu'bu].
- Permutação de "E" em "I" e de "O" em "U" quando são vogais curtas: Domingo passa a ser Dumíngu [du'mĩgu].
- Aférese do "e" em palavras iniciadas por "es": esporte torna-se sportch ['spɔhtʃ].
- Alguns hiatos passam a ser vogais longas: fio converte-se em fíi.
- Perda do /u/ final. -inho converte-se em -im (exemplo: pinho = pim).

Usa-se, no montanhês, a palatalização, ou bilabização de /d/ e /t/ para [dʒ] e [tʃ] (ou [dᶾ] e [tᶴ]), respectivamente, antes do fonema /i/. A palavra "Belo Horizonte", por exemplo, é pronunciada [bɛloɾiˈzõtʃi].
A letra "R" no início de palavras, no final das sílabas (exceto quando seguidas por vogal) e no dígrafo "rr" é pronunciada como a transição glotal surda /h/ usada no Norte e Nordeste do país, diferenciando-se do "R carioca" /x/ por ser pronunciado de forma bem mais suave (/h/ em vez de /ʁ/ ou /x/). Distingue-se ainda do sotaque carioca por causa do "s" em final de sílabas realizado como /s/, em vez do /ʃ/ típico no Rio.
As regiões do triângulo e do sul do estado mineiro falam um dialeto que mescla os dialetos mineiro e caipira, utilizando "R" retroflexo e mantendo ritmo típico do montanhês.